# Ligusticum scoticum
Ligusticum scoticum — вид трав'янистих рослин родини селерові (Apiaceae). Етимологія: лат. scoticum — «шотландський».

## Опис
Багаторічник. Стебла прямостоячі, 15–60(90) см. Листя яскраво-зелене, 2 чи 3-перисте, довжиною 5–20 см, сегменти більші ніж 2 × 1.5 см. Краї листків можуть бути зубчастими, лопатевими або зазубреними. Зонтик 4–6 см в діаметрі, з 8–12 променями. Кожна окрема квітка становить близько 2 мм в діаметрі, зеленувато-білого кольору. Плоди 4–7 мм. 2n=22.

## Поширення
Азія: Японія, Корея, Росія; Європа: Данія, Ісландія, Норвегія, Швеція, Сполучене Королівство; Північна Америка: Канада, США, Гренландія. Також культивується. Населяє скелі й кам'янисті місця біля моря.

## Використання
Рослина має смак і пахне як зелень петрушки або селери, і раніше широко споживалася в західній частині Великої Британії, як для харчування, так і боротьби з цингою.

## Галерея

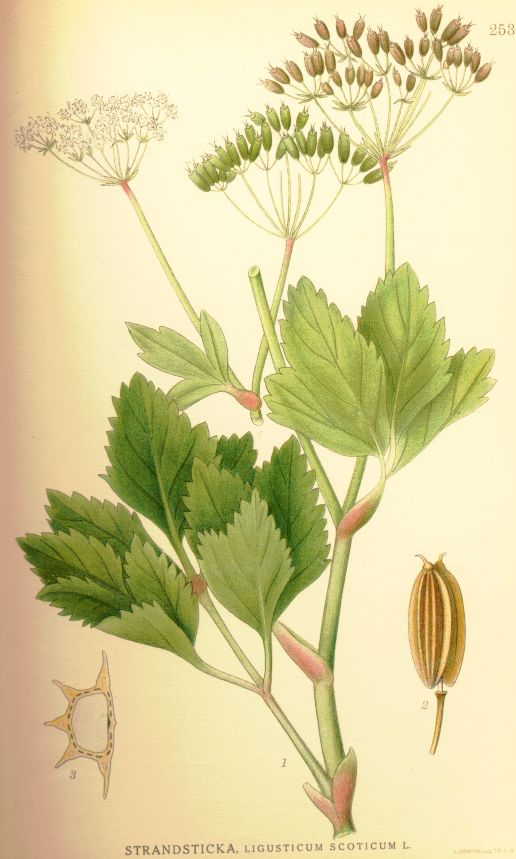